# Охотничий трэйлинг
Охотничий трэйлинг (от англ. trailing — идти по следу) является традиционным видом кинологического спорта в Камбрии, графстве на северо-западе Англии. В настоящее время он известен также в других областях на севере Англии и в Ирландии. Собаки, ищущие след, изначально английские фоксхаунды, следуют по маршруту, расположенному в пересеченной местности длиной примерно 16 километров, помеченному искусственным запахом: анисовым маслом или керосином.
Данный вид спорта является азартной игрой, подобной скачкам лошадей. Участники заключают пари на деньги, а победитель также получает денежный приз. Данный вид спорта является имитацией охоты без убийства, травмирования и преследования дикого животного.

## История
Охотничий трэйлинг зародился в XVIII столетии, когда возник спор, какая из двух свор фоксхаундов более быстрая. Позднее начали применять мечение маршрута анисовым маслом и керосином. Первая организация охотничьего трэйлинга была создана еще в 1906 году.

## Следовые гончие
Изначально в соревнованиях использовались фоксхаунды. За эти годы селекционное разведение использовалось, чтобы улучшить скорость собак, выступающих в данном виде спорта. Ассоциация охотничьего трэйлинга заявила, что английские фоксхаунды больше не могут принимать участие в подобных соревнованиях из-за недостаточной скорости. Однако попытки скрестить фоксхаундов со следовыми гончими могут быть неплохой попыткой улучшить породу. Считается, что после трех поколений такого скрещивания собаки достигнут достойных показателей скорости.
Собаки-пенсионеры, гончие, которые ухудшают результат своры в гонках и собаки от рождения слишком медленные, чтобы участвовать в соревнованиях, становятся обычными домашними питомцами у новых хозяев.

## Современный охотничий трэйлинг
Владельцы собак регистрируют их в одной из ассоциаций, регулярно платят членские взносы. Сезон длится с 1 марта до 31 октября каждого года. Гонки проводятся несколько раз в неделю во время всего этого периода. Участники и болельщики собираются в начале трассы, часто там устанавливаются киоски букмекеров, продаются еда и питье. Маркировщики протягивают тряпку, пропитанную запахом, по маршруту, оставляя след, имитирующий передвижения дикого животного, например лисы. Собаки выстраиваются в линию и удерживаются владельцами до стартового выстрела. После старта их спускают, чтобы они бежали по маршруту. Длительность гонки обычно колеблется между 25 и 45 минутами. Собака-победитель, достигшая хороших результатов в определенной гонке либо в общей таблице результатов лиги, украшается лентами и розетками, награждается кубком и денежным призом.